# Aéroport de Pau-Pyrénées
L'aéroport de Pau-Pyrénées (code IATA : PUF • code OACI : LFBP) est un aéroport international français situé dans la commune d'Uzein, à 7 km au nord-ouest de Pau dans le département des Pyrénées-Atlantiques et la région Nouvelle-Aquitaine. Avec 612 580 passagers en 2018, il est le 3e aéroport de Nouvelle-Aquitaine après Bordeaux-Mérignac et Biarritz-Pays Basque.

## Généralités
L'aéroport international de Pau-Pyrénées a accueilli 608 222 voyageurs en 2016.
L'aéroport de Pau a majoritairement une clientèle d'affaires (70 % du trafic) liée aux grandes entreprises de la région (Total, SAFRAN, Euralis, Arkema, Lindt, etc.) mais a  aussi une clientèle liée au tourisme (stations de ski des Pyrénées, tourisme culturel) en s'appuyant notamment sur les liaisons vers Londres, Amsterdam et Bruxelles. Avec Bordeaux, Toulouse, Tarbes Lourdes Pyrénées, l'aéroport de Pau fait partie des quatre aéroports du Sud-Ouest qui sont équipés d'un système d'atterrissage tous temps (ATT). Il est situé au centre d'une zone d'activités qui combine activités civiles (industrielles et de service) et activités militaires. Sa zone d'attraction dépasse largement la seule agglomération paloise.
Vingt-deuxième aéroport français quant au trafic, l'aéroport de Pau-Pyrénées a perdu plus de 200 000 passagers depuis 2008. L'ouverture de l'autoroute
A65 reliant Pau à Bordeaux en 2011, puis la création d'un échangeur spécial à Uzein n'a pas vraiment modifié cette tendance. Toutefois les années 2016-2019 ont vu la fréquentation se stabiliser à 600-610 000[pas clair] passagers, avant la crise sanitaire de 2020.
Une collaboration entre l'aéroport de Pau et celui de Tarbes est envisagée depuis l'échec, au siècle dernier dans les années 1970, de la création d'un grand aéroport régional commun, situé au centre du triangle Pau-Tarbes-Lourdes. Ce projet n'a pas vu le jour pour des questions de rivalités entre les villes. Si ce grand aéroport régional, réunissant le Béarn et la Bigorre, avait été construit, il serait aujourd'hui largement bénéficiaire avec un million de passagers par an.
L'aéroport international Pau-Pyrénées est certifié ISO 9001 version 2000 pour l'ensemble de ses services.

## Histoire
L'aérodrome de Pau (Pau-Pont-Long) trouve son origine en 1908 (les frères Wright, puis Blériot).

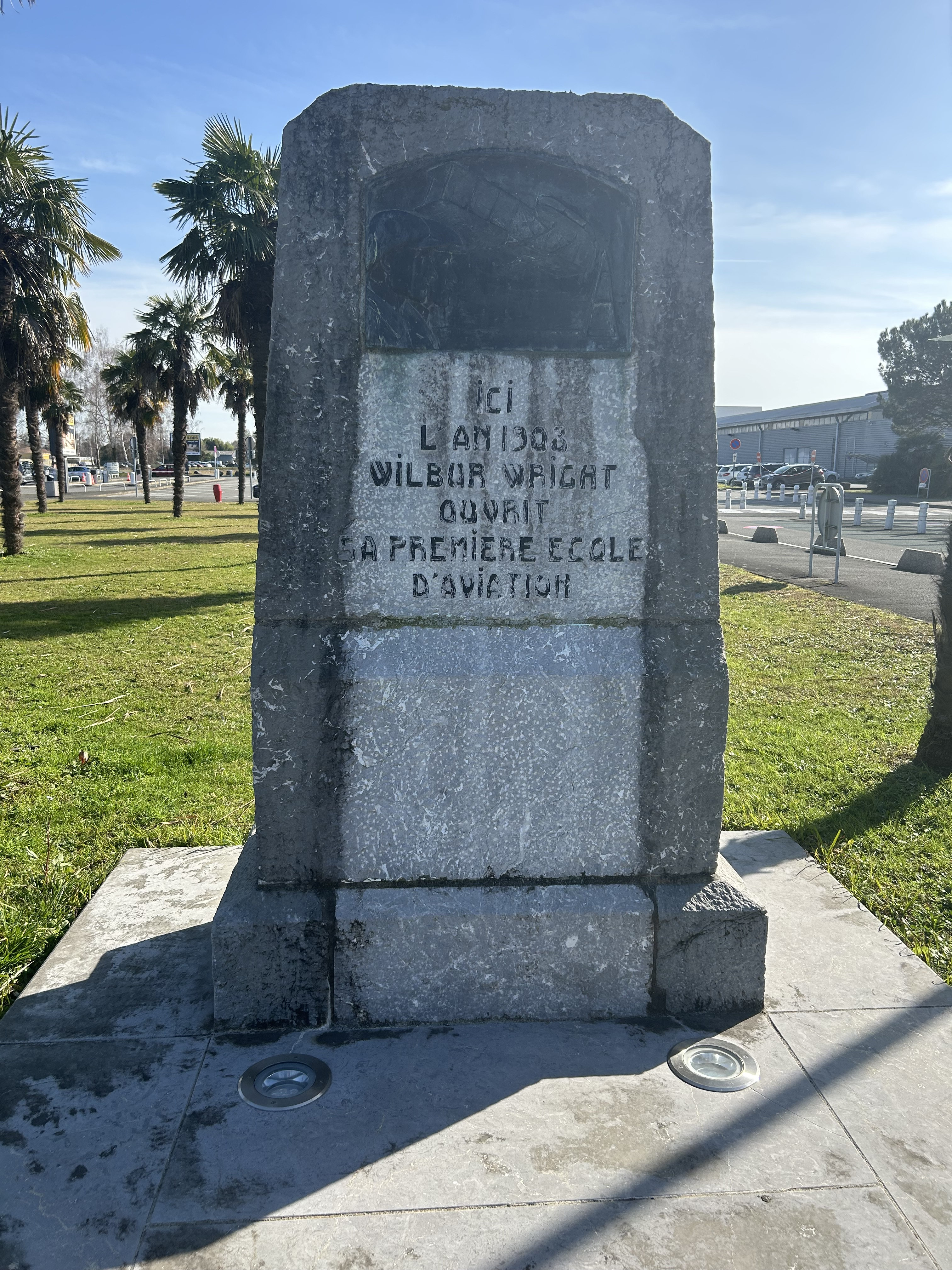
Stèle Wright 1908 Pau Uzein

Une stèle commémorative (boulevard des Pyrénées) indique qu'elle est le « berceau de l'aviation » et « la plus ancienne école d'aviation au monde ». Plusieurs écoles de pilotage datent de la même année, à Istres, à Avord ou surtout à Chartres.
L'activité aérienne n'a jamais cessé depuis : écoles de pilotage des constructeurs, école militaire d'aviation, vols pour acheminement du courrier postal, régiment d'observation aérienne, etc. En tant que structure commerciale civile pour l'accueil des passagers, l'aéroport a été créé en 1948 au Pont-Long et une première piste « en dur » est construite à Pau Uzein. Le maire de Pau est alors Louis Sallenave, qui œuvra fortement à la création de l'aéroport, son frère Henri Sallenave étant l'un des pionniers de l'aviation en France.
Entre 1983 et 1997, l'aéroport est le siège de la compagnie Air Transport Pyrénées qui exploite des lignes entre Pau et Nantes continuant vers Rouen-Le Havre-Lille ou Pau et Biarritz. Elle s'est ensuite regroupée en 1992 avec Air Vendée, Airlec et Air Exel pour créer Regional Airlines tout en gardant son nom. En proie à des difficultés, elle est rachetée en 1995 par la compagnie Proteus Airlines lors de sa mise en redressement judiciaire.
La ligne Pau-Nantes a été exploitée par ces deux compagnies entre 1989 et 2002 avant d'être reprise par la compagnie Chalair.
En 1984, une nouvelle aérogare est construite.
Pour faire face aux besoins du développement du trafic, une nouvelle aérogare de plus grande capacité et plus moderne est inaugurée officiellement le 28 octobre 2002 par le ministre des transports Gilles de Robien. Elle peut accueillir jusqu'à 1 000 000 de passagers par an.
Depuis 2006, il est la propriété du syndicat mixte de l'aéroport Pau-Pyrénées qui regroupe la région Aquitaine, le département des Pyrénées-Atlantiques, la communauté d'agglomération de Pau-Pyrénées et 16 communautés de communes.
L'aéroport est géré par Air'Py, une Sociéte d'Exploitation Aéroportuaire constituée par la Chambre de Commerce et d'Industrie de Pau, Egis, et Transdev depuis le 1er janvier 2017,.
Le samedi 26 Mars 2022, Air France opère son dernier vol depuis Orly sur la plateforme avec le vol AF7453, remplacé par sa filiale low-cost : Transavia France le lendemain avec le vol TO7128. Toutefois, Transavia jette l'éponge le 26 octobre 2024 faute de passagers suffisants pour assurer l’équilibre économique et la pérennité de la ligne (ligne déficitaire de 3 millions d'euros). 
Sous la pression politique du maire de Pau, François Bayrou, devenu Premier ministre, la compagnie Amelia reprend la ligne Pau-Orly en partage de code avec Air France le 17 février 2025 et ceci malgré une ligne déficitaire.

### Historique des logos

Ancien logo.
Ancien logo.
Ancien logo.

## Compagnies et destinations

### Liaisons régulières
| Compagnies       | Destinations                                                            |
| ---------------- | ----------------------------------------------------------------------- |
| Air France       | Paris-Charles de Gaulle                                                 |
| Amelia           | Paris-Orly                                                              |
| Chalair Aviation | En saison : Ajaccio-Napoléon-Bonaparte, Brest-Bretagne, Kerry-Killarney |
| Twin Jet         | Lyon-Saint-Exupéry                                                      |

## Activités aéroportuaires
Créée en 1980, la zone d'activité Aéropole concentre 500 entreprises et 4 000 emplois autour de l'aéroport.
De nombreuses entreprises aéronautiques (Examéca avec 600 personnes, MAP avec 200 personnes ou CGTM qui assure les essais en vol des moteurs d'hélicoptère Turboméca, USIMECA, SEDEMECA, Eaton Aerospace, Axyal), logistique (SDV Logistique, Dachser France, Partn Air, Henry Johnson Co Ltd), électronique (Aquitaine Électronique) ou de service (La Poste, centre logistique régional, centre Météo-France, services des douanes dans les Pyrénnés-Atlantiques, paysage audiovisuel français) sont présentes sur ce pôle d'activité.
La piste reçoit aussi un trafic militaire du fait de la présence de l'École des troupes aéroportées (600 personnes) et de la zone de saut 307 qui est située immédiatement au sud de la piste.
Un régiment d'hélicoptères de combat, le 5e RHC, est basé au sud de la piste également ainsi que le 4e régiment d'hélicoptères des forces spéciales (4e RHFS). Ceci représente environ 80 hélicoptères militaires de type Gazelle, Puma, Cougar et Tigre.
Le centre de maintenance des Tigres de l'armée de l'air est également situé sur cette zone (250 personnes).

## Statistiques

### En graphique
Le graphique qui aurait dû être présenté ici ne peut pas être affiché car il utilise l'ancienne extension Graph, désactivée pour des questions de sécurité. Des indications pour créer un nouveau graphique avec la nouvelle extension Chart sont disponibles ici.

Voir la requête brute et les sources sur Wikidata.

### Trafic
|            | 2003     | 2004     | 2005     | 2006    | 2007      | 2008     | 2009     | 2010     | 2011     | 2012     | 2013      | 2014      | 2015     | 2016       | 2017      | 2018       | 2019       | 2020       | 2021       | 2022       | 2023    | 2024    |
| Passagers  | 682 741  | 721 204  | 729 409  | 763 742 | 763 018   | 817 511  | 691 037  | 673 697  | 641 496  | 609 535  | 645 577   | 621 492   | 634 035  | 608 022    | 600 075   | 612 580    | 606 003    | 184 926    | 243 830    | 368 053    | 345 603 | 268 647 |
| Variation  | +16.63 % | +5.63 %  | +1.14 %  | +4.71 % | -0.09 %   | +7.14 %  | -15.47 % | -2.51 %  | -4.78 %  | -4.98 %  | +5.91 %   | -3.73 %   | +2.02 %  | ▼ −4,1 %   | -1,3 %    | ▲ +2,08 %  | ▼ −1,07 %  | ▼ −69,48 % | ▲ +31,85 % | ▲ +50,95 % |         | -22.3 % |
| Fret       | 374      | 307      | 368      | 350     | 873       | 742      | 612      | 813      | 1 065    | 1 073    | 2 421     | 1 008     | 1 296    | 1 075      | 1 066     | 796        | 919        | 425        | 818        | 1 477      |         |         |
| Variation  | -1221 %  | -17.91 % | +19.87 % | -4.89 % | -149.43 % | -15.01 % | -17,52 % | +32.84 % | +31.00 % | +0.75 %  | +125,63 % | -58.36 %  | +28,57 % | ▼ −17,05 % | ▼ −0,84 % | ▼ −25,33 % | ▲ +15,45 % | ▼ −53,75 % | ▲ +92,47 % | ▲ +80,56 % |         |         |
| Poste      | 1 221    | 1 454    | 1 491    | 1 535   | 2 022     | 1 843    | 896      | 1 003    | 952      | 807      | 295       | 0         | 0        | 0          | 0         | 0          | 0          | 0          | 0          | 0          |         |         |
| Variation  | +10.90 % | +19.08 % | +2.54 %  | +2.95 % | +31.73 %  | -8.85 %  | -51.38 % | +11.94 % | -5.08 %  | -15.23 % | -63.44 %  | -100.00 % | -0.00 %  |            |           |            |            |            |            |            |         |         |
| Mouvements | 54 174   | 54 940   | 55 699   | 55 048  | 58 380    | 51 995   | 50 939   | 49 193   | 51 230   | 50 368   | 47 626    | 46 667    | 46 553   | 47 195     | 48 792    | 46 675     | 49 737     | 37 583     | 43 418     | 42 522     |         |         |
| Variation  | +4.68 %  | +1.41 %  | +1.38 %  | -1.17 % | +6.05 %   | -10.94 % | -2.03 %  | -3.43 %  | +4.14 %  | -1.68 %  | -5.44 %   | -2.01 %   | -0.24 %  | ▲ +1,38 %  | ▲ +3,38 % | ▼ −4,34 %  | ▲ +6,56 %  | ▼ −24,44 % | ▲ +15,53 % | ▼ −2,06 %  |         |         |

### Autres chiffres
- 185 salariés[18]
- 650 ha consacrés à l'activité aéroportuaire civile et militaire
- 11 463 000 euros de budget

## Équipements
- Aéroport ouvert au trafic international, d'emprise au sol de 175 ha.
- Piste en ciment de 2 500 m de long et 45 m de large (refaite à neuf en 2008).
- ATT (Atterrissage Tous Temps) ILS catégorie III ("PU" 110 100 MHz)  en piste 31. Un système visuel PAPI (feux à éclats) est installé en piste 13.
- Les procédures d'approche aux instruments sont basées sur le VOR DME  "TBO", le VOR "LMB" et sur les balises NDB "PU" et "PO". Des procédures RNAV GNSS (GPS) sont également publiées.
- Aérogare pour les passagers, d'une surface de 12 000 m2, d'une capacité annuelle maximale de 1 million de passagers.
- Aérogare pour le fret, d'une surface de 530 m2.

## Accès

### Route
L'aéroport est accessible depuis l'A64, via l'échangeur :
- 9.1 : Lescar

### Transports urbains
L'aéroport Pau-Pyrénées est desservi par le réseau de bus Idelis grâce à la ligne :
- , reliant le centre-ville de Pau.

## Galerie de photographies

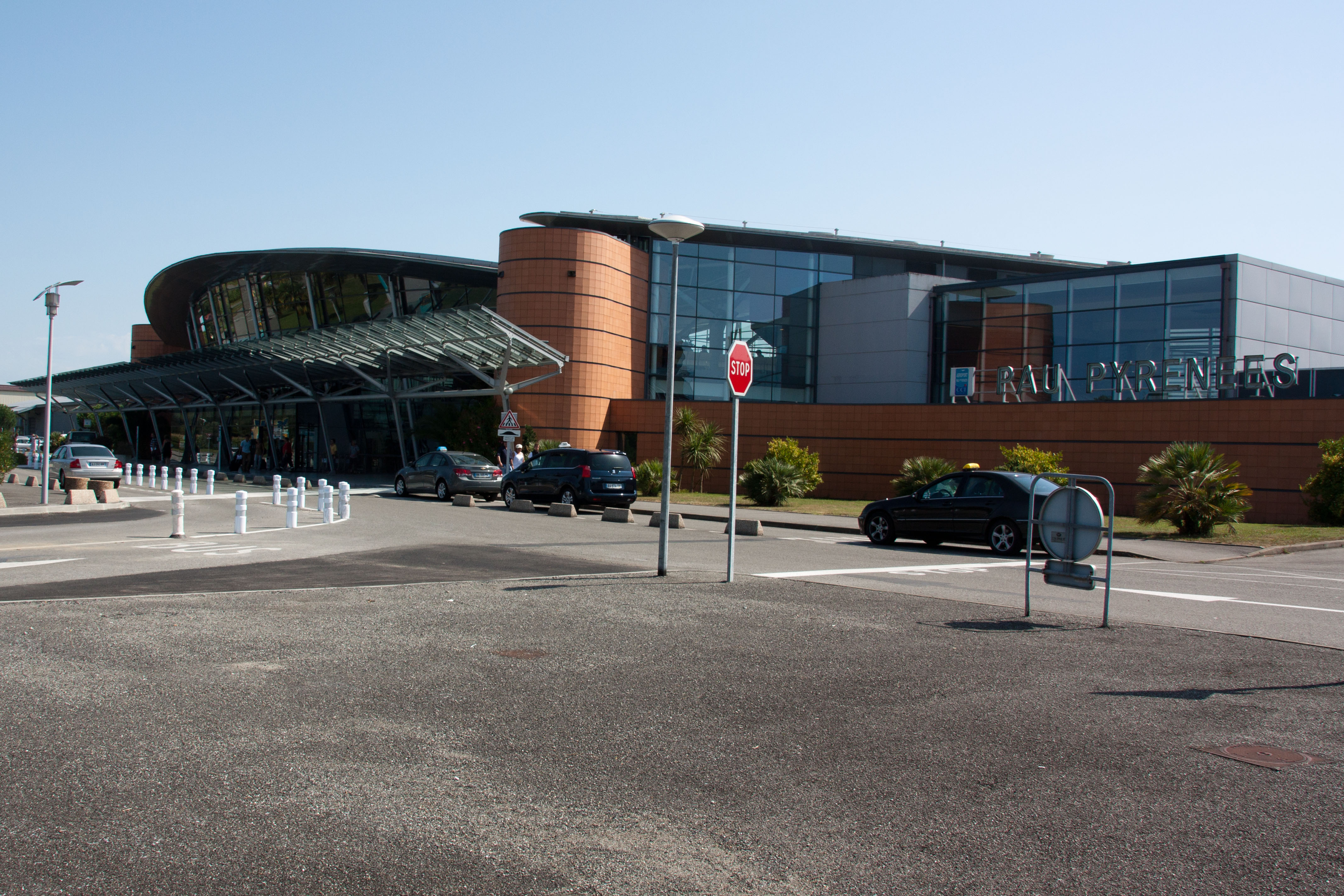
Vue extérieure de l'aérogare depuis les parkings.
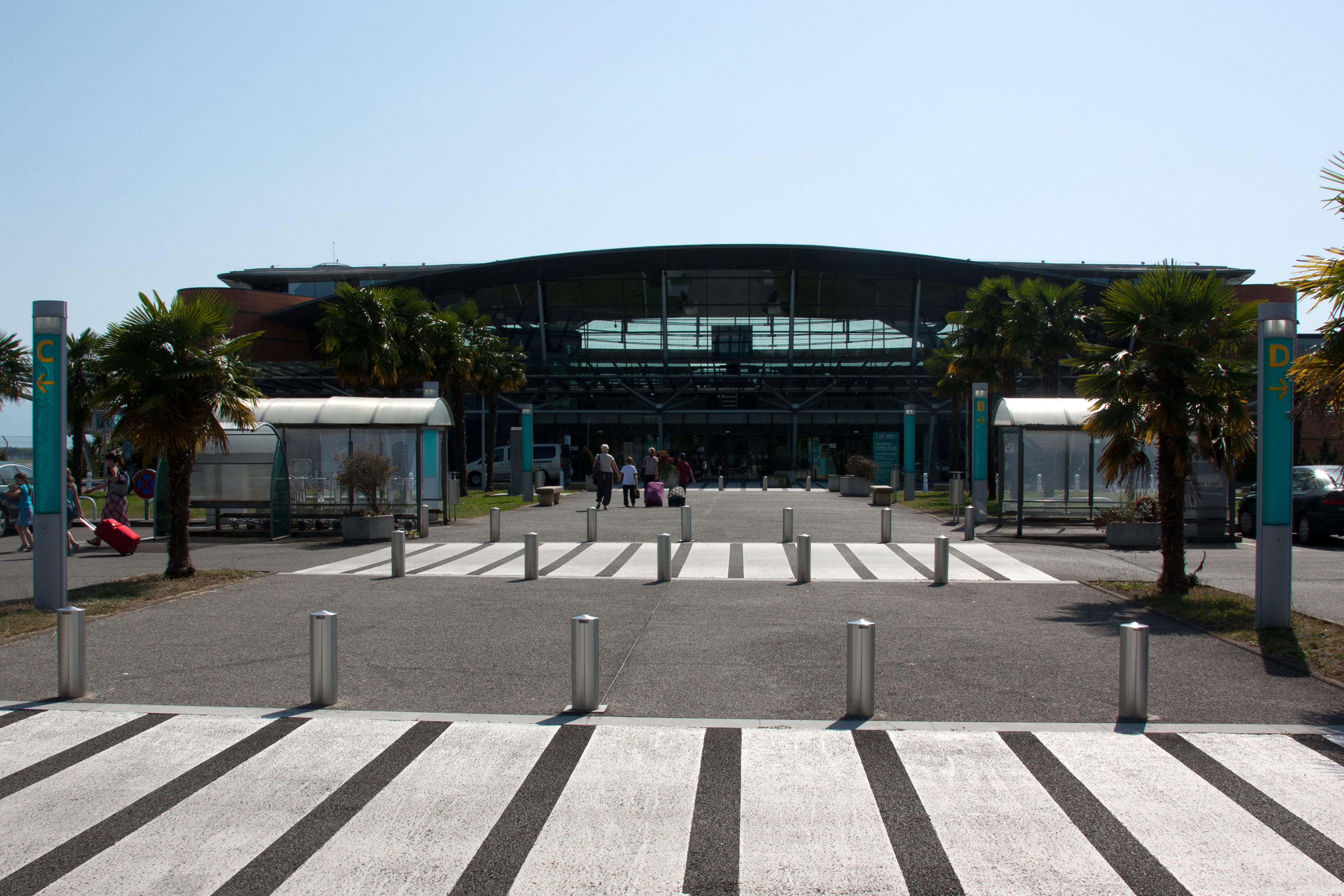
Vue extérieure de l'aérogare, entrée principale.
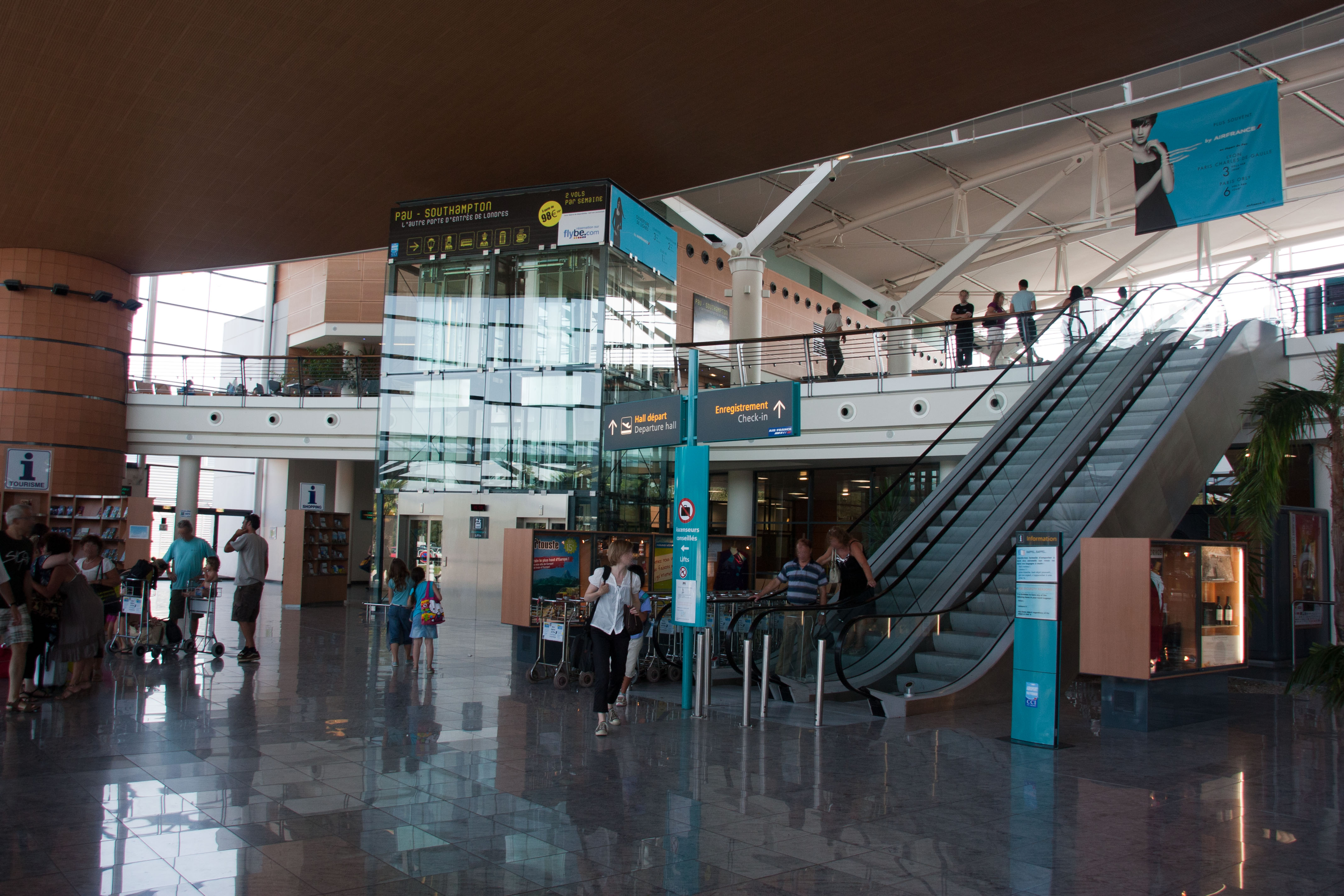
Hall des arrivées, vue depuis l'entrée.
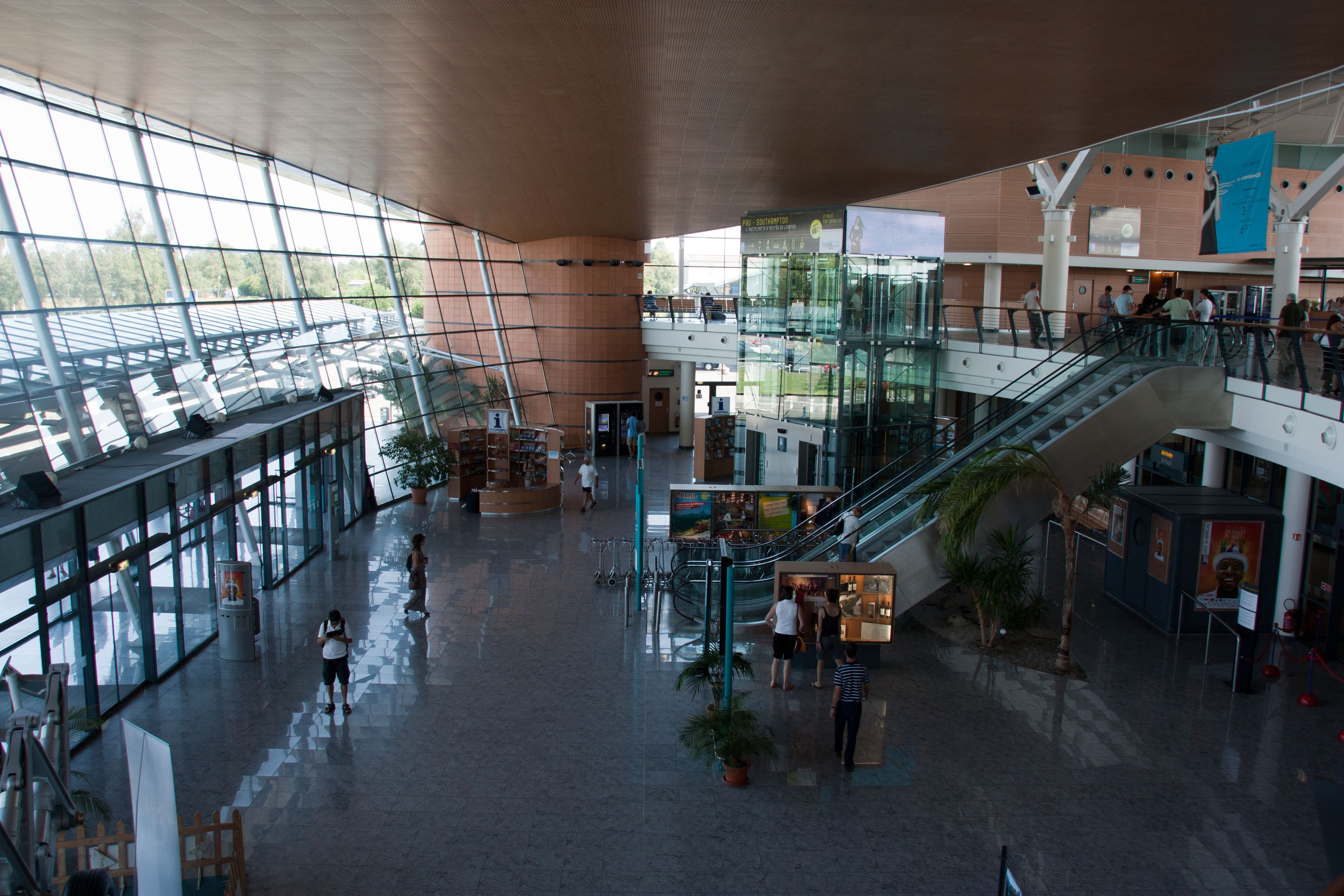
Hall des arrivées, vue depuis le hall des départs.
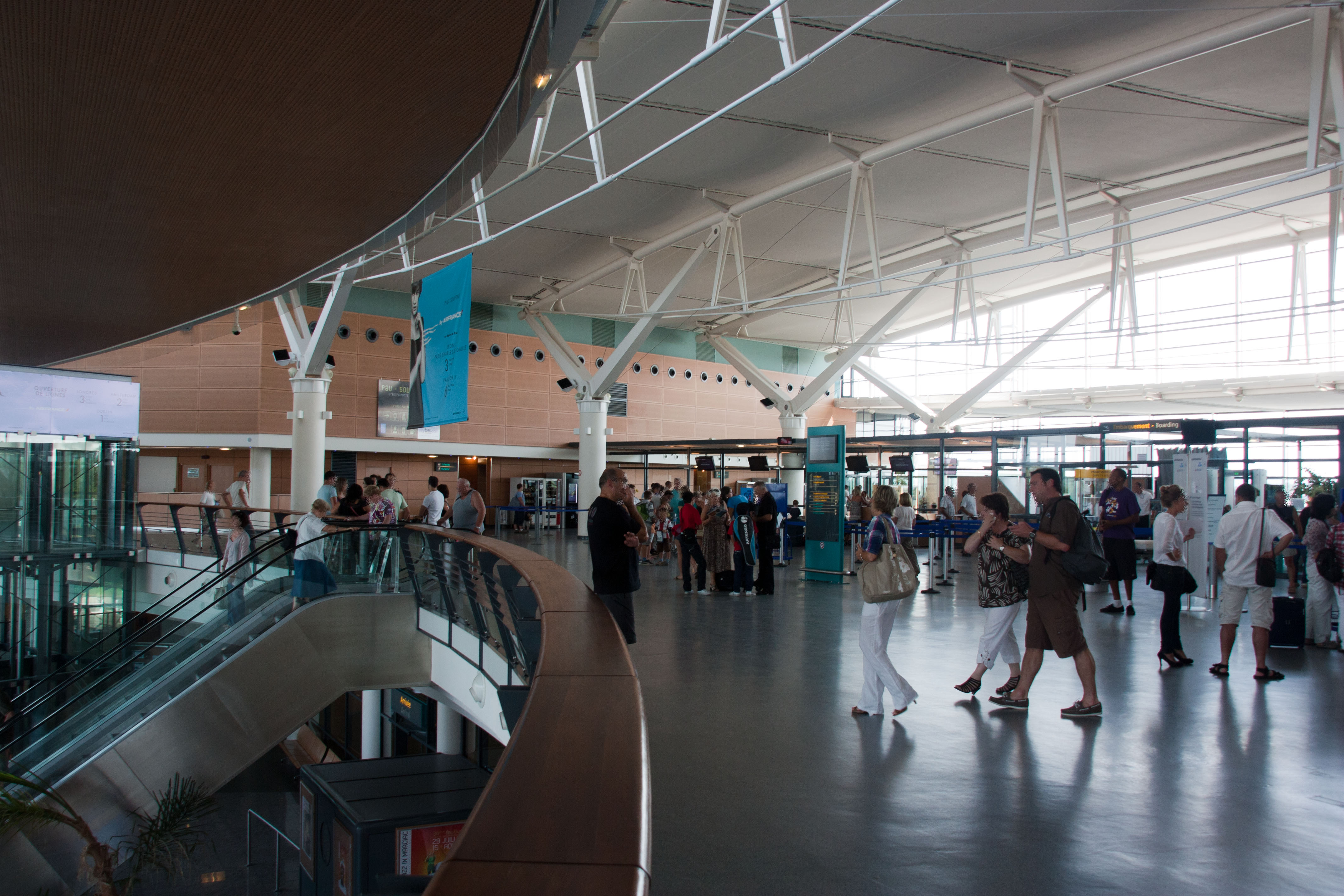
Hall des départs, accès depuis le hall des arrivées.
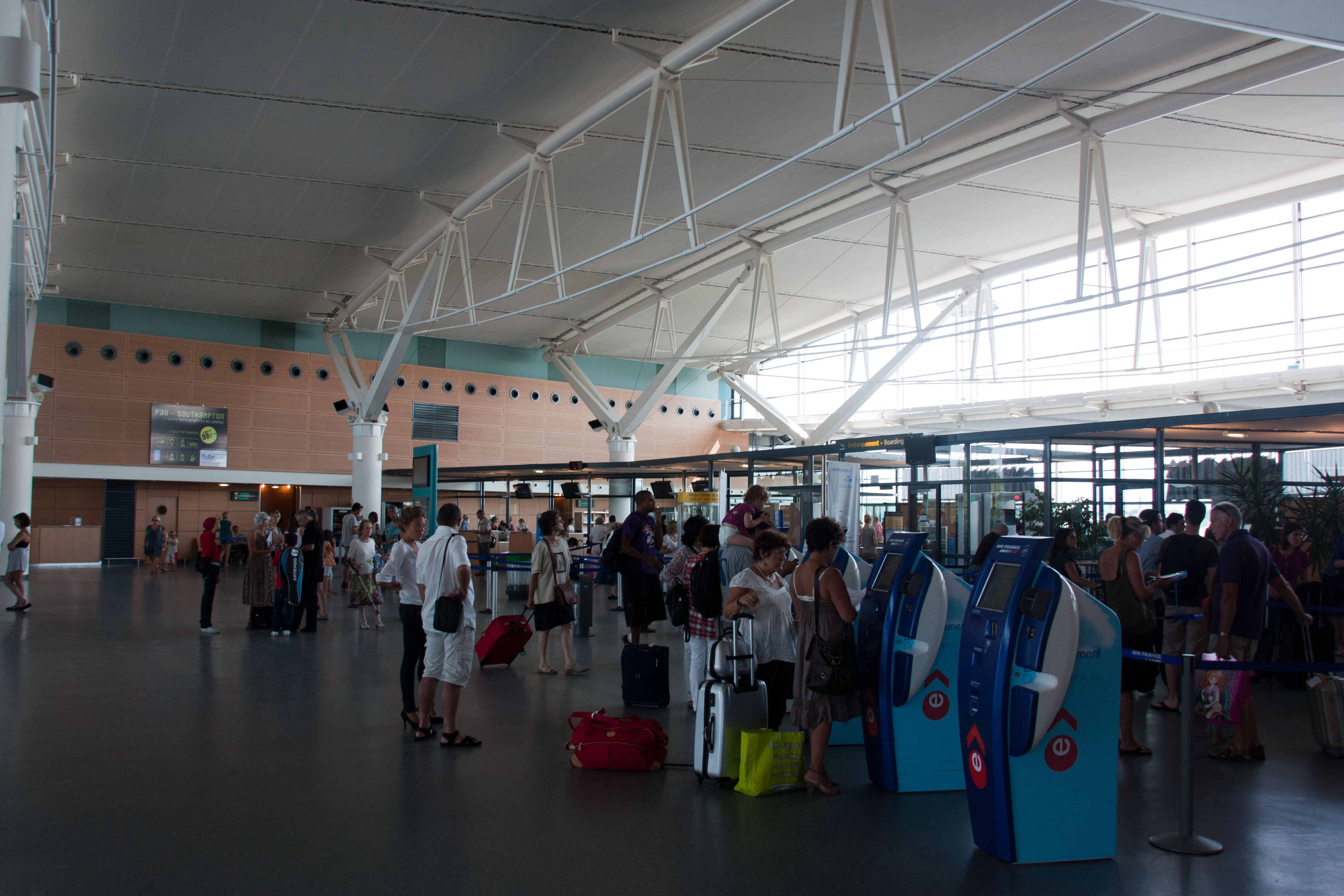
Hall des départs, comptoirs d'enregistrement et accès aux zones d'embarquement.
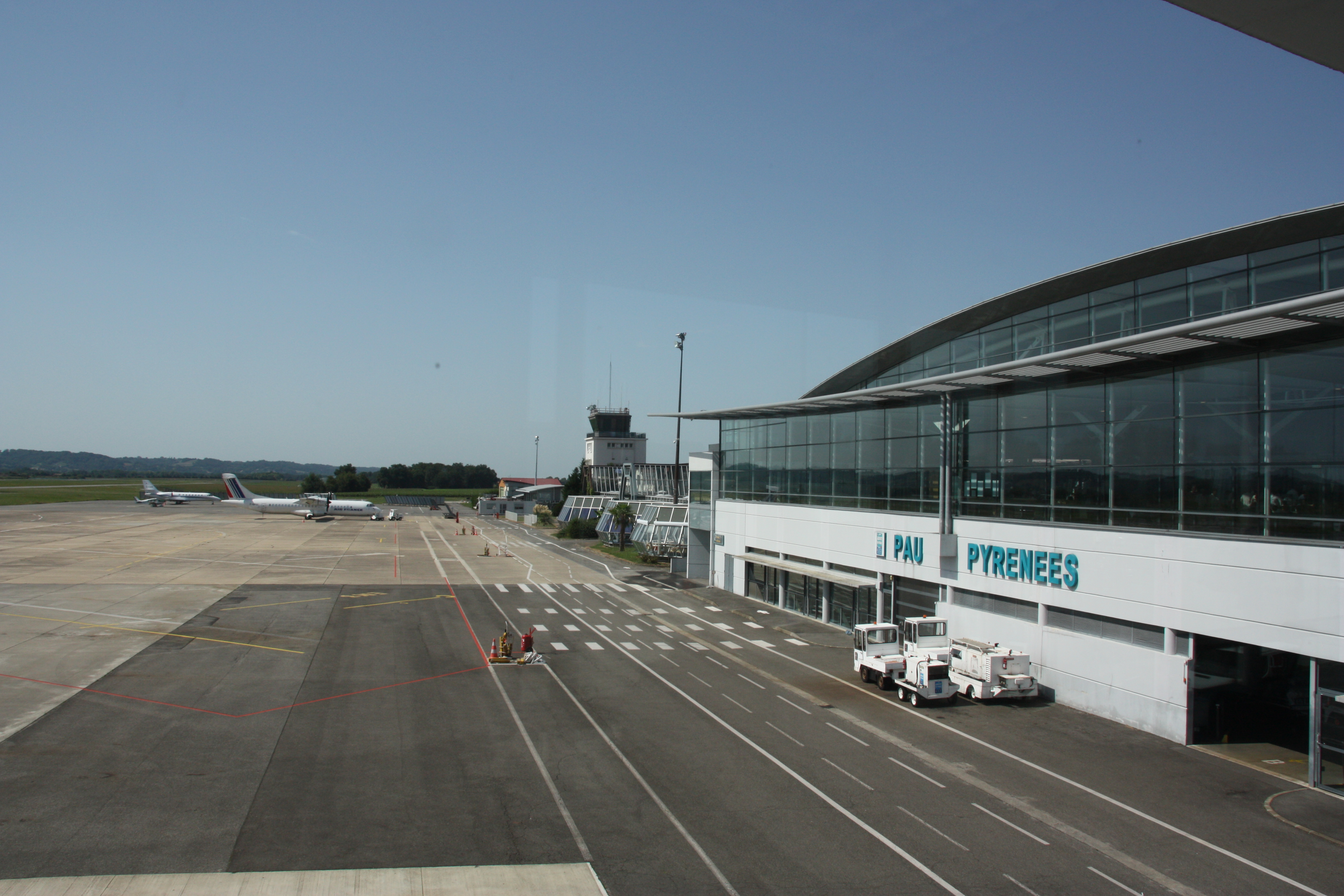
Vue extérieure de l'aérogare depuis la passerelle d'accès aux avions.
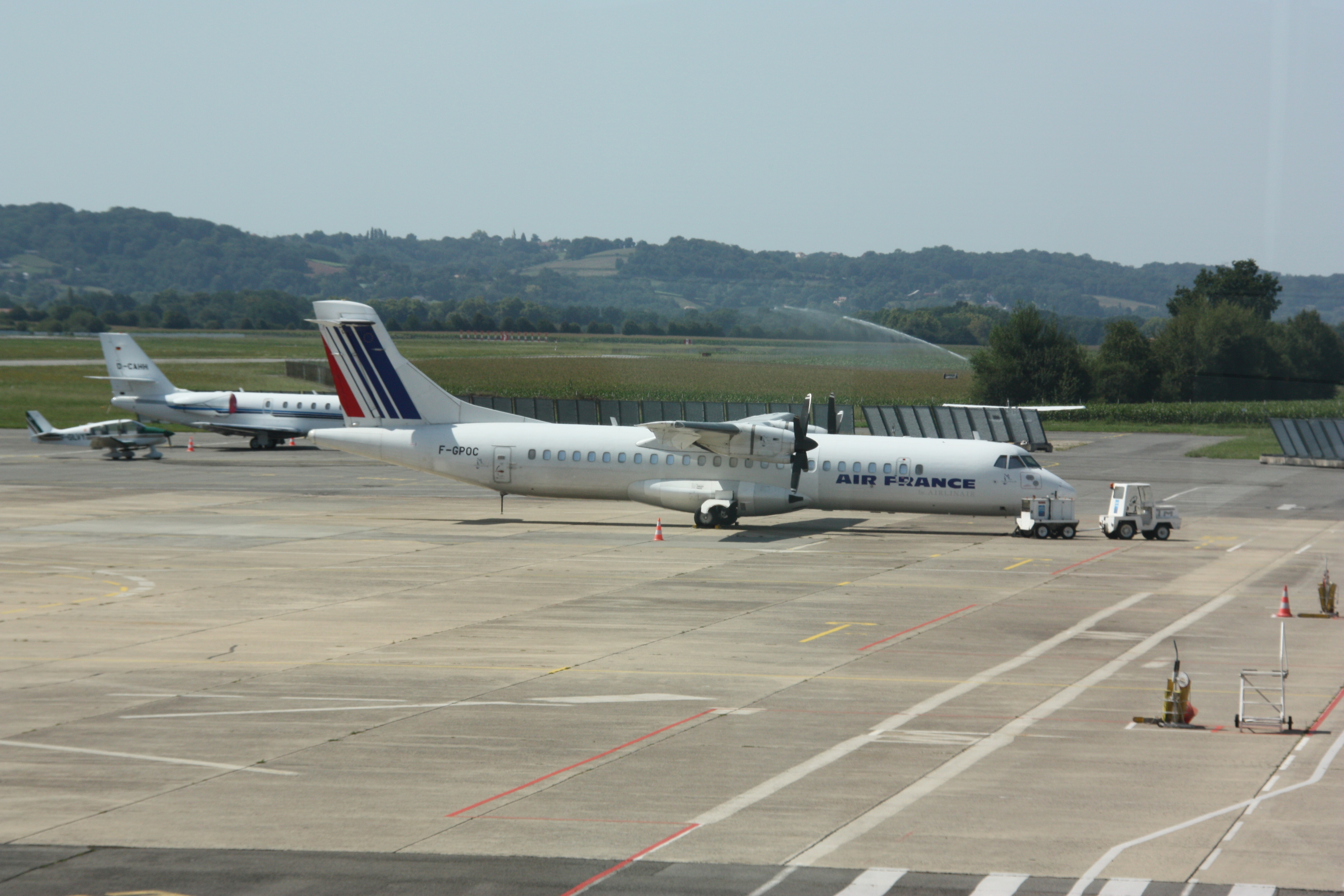
ATR 72-600 sur le tarmac de l'aéroport.